# William Van Dijck
William Van Dijk, né à Louvain le 24 janvier 1961, est un athlète belge spécialiste du 3000 m steeple. Il a été neuf fois champion de Belgique dans cette discipline. Il a été le premier athlète belge à remporter une médaille lors des championnats du monde d'athlétisme, celle de bronze à Rome en 1987.

## Biographie
William Van Dijck a participé à trois Jeux Olympiques (1984 : demi finale / 1988 : 5e / 1992 : 9e).
Il a participé à trois championnats d’Europe. Bien que grand favori de l’épreuve en 1986, il ne finira que 5ème. Il obtient une nouvelle 5ème place en 1990 avant d’obtenir la médaille de bronze lors de l’édition 1994.
En 1986 il établit la meilleure performance mondiale de l’année en 8.10.01 lors du Mémorial Van Damme.
William Van Dijck a obtenu des victoires dans les plus grands meetings du circuit (Nice 1985 et 1986, Zurich 1986, Bruxelles 1986).

## Championnat de Belgique
| Discipline     | Résultats | Année                                                |
| -------------- | --------- | ---------------------------------------------------- |
| 3000 m steeple | 1er       | 1983, 1985, 1986, 1987, 1988, 1990, 1991, 1992, 1994 |
| 10 000 m       | 1er       | 1993                                                 |
| cross-country  | 1er       | 1996                                                 |

## Récompenses
Il est élu sportif belge de l'année en 1986, et se classe 2e en 1987.
Il reçoit le Trophée national du Mérite sportif en 1986.
Il remporte le Spike d'Or en 1986 et en 1992.